# Dreischusterspitze
Die Dreischusterspitze (italienisch Punta dei Tre Scarperi oder Cima di Tre Scarperi) ist mit 3145 m s.l.m. der höchste Berg der Sextner Dolomiten in Südtirol. 

## Lage und Umgebung
Die Dreischusterspitze liegt östlich des Innerfeldtals und westlich des Fischleintals, zweier Seitentäler des Sextentals. Der Berg liegt im Gebiet des Naturparks Drei Zinnen.
Das Massiv der Dreischusterspitze umfasst mehrere weitere Nebengipfel, darunter den Nördlichen Gsellknoten (Cima di Sesto Nord, 2875 m), den Südlichen Gsellknoten (Cima di Sesto Sud, 2870 m), den Sextner Turm (Torre di Sesto, 2596 m) und die Steinalpentürme (2575 m) im Norden, den Kleinen Schuster (Punta Piccola dei Tre Scarperi, 3125 m), die Hochwandspitz (2392 m) im Westen und den Wiener Turm (3095 m) im Süden. Südlich des Wiener Turms setzt sich der Kammverlauf über die 2880 m hohe Weisslahnscharte (Forcella Lavina Bianca) zur Weisslahnspitze (Punta Lavina Bianca, 2987 m) und der Schusterplatte (Lastron dei Scarperi, 2957 m) hin fort.
Durch das Massiv verläuft die Gemeindegrenze zwischen Sexten und Innichen.
Schutzhütten in der Umgebung sind die Dreischusterhütte (Rifugio Tre Scarperi, 1653 m) im Innerfeldtal sowie die Talschlusshütte (Rifugio al Fondo Valle, 1548 m) im Fischleintal und die Dreizinnenhütte (Rifugio Locatelli, 2405 m) im Süden der Schusterplatte.

## Anstiege
Wegen ihres komplizierten Aufbaues und ihres brüchigen Gesteins gilt die Dreischusterspitze als alpinistisch herausfordernd. Auch der leichteste Anstieg, der Normalweg im Schwierigkeitsgrad III (UIAA) ist eine lange, ernste und orientierungstechnisch anspruchsvolle Klettertour. Er führt von der Dreischusterhütte durch das nordwestlich gelegene Steinalpkar zur Steinalpscharte und dann durch die Ostflanke. Dieser Weg ist auch die übliche Abstiegsroute.
Weitere Anstiege sind die Innerkofler durch die Westwand (III), Innerkofler/Artmann (III) über den Westpfeiler, de Bertoldi (V) über den Nordwestgrat, der Nordostgrat (IV) und Langl/Löschner (IV) durch die Nordwand, bei der Eisausrüstung vonnöten ist.

## Geschichte
Die Dreischusterspitze wurde am 18. Juli 1869 von Paul Grohmann und den Führern Franz Innerkofler aus Sexten und Peter Salcher aus Maria Luggau über den heutigen Normalweg erstbestiegen. Die Gesellschaft brauchte von ihrem Biwak, 1½ Stunden oberhalb von Sexten, etwa fünf Stunden bis zum Gipfel. Als alpinhistorisch bedeutsam gilt die Erstbegehung der Westwand durch Veit Innerkofler und Gefährten im Jahre 1888.